# Panic Cord
"Panic Cord" là một bài hát của nữ ca sĩ kiêm sáng tác nhạc người Anh Gabrielle Aplin. Bài hát do chính Gabrielle cùng Nicholas Atkinson và Jez Ashurst sáng tác, với khâu sản xuất do Mike Spencer đảm nhận. Nó được phát hành dưới dạng đĩa đơn thứ 3 trích từ album phòng thu đầu tay của cô mang tên English Rain (2013). Nó từng được góp mặt trong đĩa mở rộng kĩ thuật số Never Fade của chính cô trước đó. Vào ngày 5 tháng 5 năm 2013, nó tiếp tục được phát hành dưới dạng một EP kĩ thuật số tại Anh Quốc.
Bài hát đạt được thành công vừa phải tại khu vực Châu Âu khi vuơn đến top 10 tại Bỉ và Nhật Bản, trong khi đạt đến top 20 tại Anh và Scotland.

## Video âm nhạc
Một video âm nhạc được phát hành vào ngày 10 tháng 3 năm 2013 với độ dài 3 phút 27 giây do Kinga Burza đạo diễn.

## Danh sách bài hát
| Tải nhạc số - EP | Tải nhạc số - EP                                                       | Tải nhạc số - EP |
| STT              | Nhan đề                                                                | Thời lượng       |
| ---------------- | ---------------------------------------------------------------------- | ---------------- |
| 1.               | "Panic Cord"                                                           | 3:27             |
| 2.               | "Dreams (cùng Bastille)"                                               | 4:20             |
| 3.               | "Panic Cord" (bản phối lại của Hucci)                                  | 4:50             |
| 4.               | "Please Don't Say You Love Me" (bản phối lại chỉnh sửa của Cyril Hahn) | 3:53             |

| Đĩa than | Đĩa than                              | Đĩa than   |
| STT      | Nhan đề                               | Thời lượng |
| -------- | ------------------------------------- | ---------- |
| 1.       | "Panic Cord"                          | 3:27       |
| 2.       | "Panic Cord" (bản phối lại của Hucci) | 4:50       |

## Xếp hạng

### Xếp hạng tuần
| Bảng xếp hạng (2013)   | Thứ hạng cao nhất |
| ---------------------- | ----------------- |
| Bỉ (Ultratip Flanders) | 10                |
| Ireland (IRMA)         | 77                |
| Japan (Japan Hot 100)  | 10                |
| Scotland (OCC)         | 19                |
| Anh Quốc (OCC)         | 19                |

## Lịch sử phát hành
| Quốc gia | Ngày phát hành     | Định dạng   | Nhãn thu âm |
| -------- | ------------------ | ----------- | ----------- |
| Anh Quốc | 5 tháng 5 năm 2013 | Tải nhạc số | Parlophone  |